# Душко Мрдуляш
Душко Мрдуляш (17 липня 1951) — хорватський академічний веслувальник.
Бронзовий призер Олімпійських Ігор 1980 року в складі розпашної двійки зі стерновим, учасник 1972, 1976 років.
Бронзовий призер Чемпіонату світу серед юніорів 1972 року в розпашній двійці без стернового.